# Celio Colonna
Celio Colonna (XVIII secolo – Altamura, 10 maggio 1799) è stato un presbitero italiano. Fu un canonico della Cattedrale di Altamura ed è noto soprattutto per essere stato ucciso durante la Rivoluzione altamurana (1799), condividendo una sorte simile al sacerdote Nicola Popolizio.

## Vita
Celio Colonna era uno dei 24 addetti al servizio della Cattedrale di Altamura; era parroco, oltre che della cattedrale stessa, anche della Chiesa Parrocchiale della Santissima Trinità (Altamura), dove il suo corpo fu sepolto. Il 10 maggio 1799, all'entrata dei sanfedisti nella città di Altamura (durante la cosiddetta Rivoluzione altamurana), i sanfedisti non risparmiarono alcuni religiosi. Tra questi perirono Nicola Popolizio, Domenico Scarati e lo stesso Celio Colonna, sgozzato mentre pregava nella cappella di San Giuseppe (all'interno della Cattedrale di Altamura).

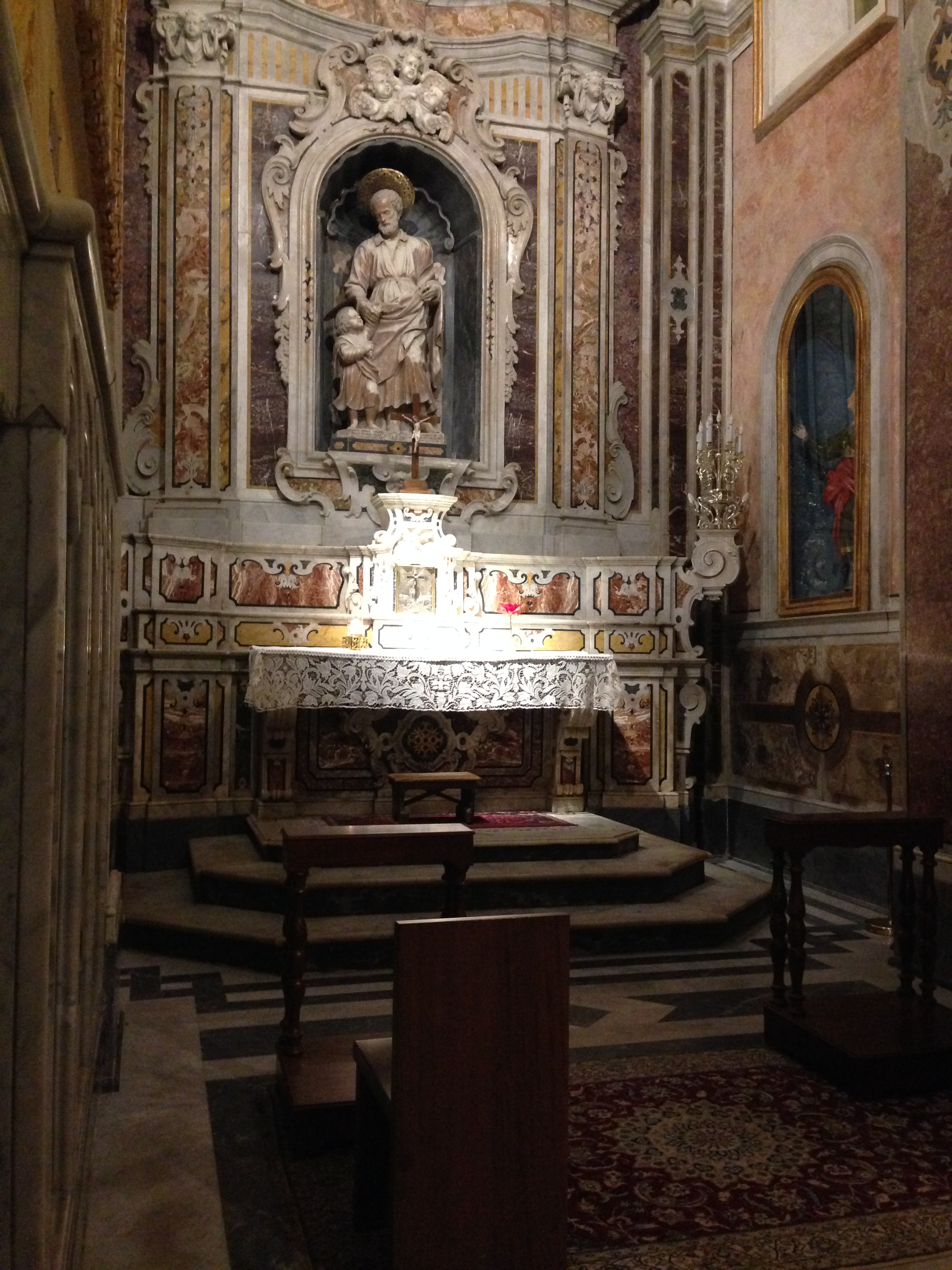
La Cappella di S Giuseppe, all'interno della Cattedrale di Altamura, dove Celio Colonna fu sgozzato mentre pregava

Stando a quanto scritto da Vitangelo Bisceglia (il quale però aveva già abbandonato Altamura allorché i sanfedisti entrarono in città e non fu pertanto testimone diretto dei fatti in questione), il corpo di Celio Colonna fu esposto ai cani per diversi giorni in piazza Duomo. Inoltre Bisceglia scrisse nelle sue cronache che "meritava altra sorte anche per la sua decrepitezza", lasciando intendere che probabilmente non ebbe responsabilità nella rivolta.